# 아사둘라 왈왈지
아사둘라 왈왈지(다리어: اسدالله ولوالجی 아사둘라 왈왈제, 이슬람력 1333년 ~ 서력 2021년 8월 28일)는 아프가니스탄의 시인 겸 작가다. 이슬람력 1333년에 아프가니스탄 타하르주 로스타크구의 우즈베크 가정에서 태어났다. 2010년 타하르주 선거에서 무소속으로 출마하였고 이후 2011년에 창당한 진리공정당의 부대표를 역임하였다. 2020년 6월 19일에 카불 파그만에서 차량에 부착된 폭발물이 터져 아내와 딸, 조카 부부가 사망하였고 그로부터 1년 뒤인 2021년 8월 28일에 아사둘라 왈왈지의 아들은 페이스북에 아사둘라 왈왈지가 사망하였다고 알렸다.